# Atolón Bikini
El atolón Bikini es un atolón deshabitado de unos 6 km² de superficie. Es uno de los atolones que componen las islas Marshall. Consta de 36 islas que bordean una laguna de unos 594,2 km². Bikini viene del marshalés "Pik" que significa "Superficie" y "Ni" que significa "Coco".

## Historia
La Isla fue descubierta probablemente por una expedición española en 1529, el nombre que se le dio entonces fue el de Buenos Jardines.
Es famoso por las pruebas nucleares que se llevaron a cabo en él. Como parte de los Territorios de Prueba del Océano Pacífico, fue un sitio donde se probaron, por parte de los EE. UU., más de 20 bombas de hidrógeno y atómicas entre 1946 y 1958.
Antes de las pruebas nucleares, la población indígena fue expulsada al atolón Rongerik. Dichas pruebas comenzaron en julio de 1946. A finales de los años 1960 y principios de los años 1970, algunos de los pobladores originales trataron de retornar desde las islas Kili, pero fueron evacuados por los altos niveles de radiactividad.
En 1972, el biólogo estadounidense Eric Freehsee organizó la primera expedición de buceo en aquella zona. Los buceadores nadaron hasta los buques hundidos: el portaaviones estadounidense Saratoga, el acorazado japonés Nagato, y el crucero alemán Prinz Eugen. La laguna de 55 km había sido elegida como sepultura para setenta y ocho navíos.
El 31 de julio de 2010, la UNESCO inscribió al atolón de Bikini como el primer Patrimonio de la Humanidad de las Islas Marshall.

## Geografía
Antes de la explosión de la primera bomba atómica en la isla, la laguna del atolón era usada como cementerio de naves durante la Segunda Guerra Mundial por los Estados Unidos.
Hoy en día, a pesar de tener una radiación superior a la de Fukushima, la laguna da cobijo a un gran número de buques hundidos de los Estados Unidos y de otros países. Los peligros de la radiactividad y los servicios limitados en la zona mantuvieron alejados a los buzos de uno de los sitios con mayor potencial en el Pacífico para la práctica de ese deporte. En la actualidad, un número limitado de buzos se acerca a la laguna del atolón cada año, para vivir la experiencia de acercarse a un lugar que atesora tantos buques de la Segunda Guerra Mundial. El lugar se ha vuelto muy popular en la última década. Sin embargo, los vertidos de petróleo han suspendido las actividades en el área durante los años 2008 y 2009. La laguna contiene un gran número de vida marina, incluyendo algunas especies de tiburones.

## Símbolos

Bandera del atolón Bikini.

La bandera fue adoptada en 1987 como manera de recordatorio al gobierno estadounidense sobre sus obligaciones con los nativos. Las 23 estrellas blancas en el rectángulo azul representan las islas del Atolón. Las tres estrellas negras representan las tres islas que fueron destruidas en marzo de 1954 durante las pruebas nucleares de una bomba de hidrógeno. Las dos estrellas negras en la parte inferior derecha, representan las islas Kili y Ejit del Atolón Majuro, donde los nativos fueron reubicados antes de que se iniciaran las pruebas. Se encuentra ubicada a unos 683 km más al sur. Ambas estrellas se encuentran separadas simbólicamente de las tres superiores para representar la distancia física y en calidad de vida de las islas Bikini.
Las palabras de la parte inferior, "MEN OTEMJEJ REJ ILO BEIN ANIJ" se supone que representan las palabras del líder bikiniano, Judas, al comodoro estadounidense Ben Wyatt, cuando este último fue a ordenar a los pobladores que cedieran sus islas para pruebas nucleares por 'el bien de toda la humanidad'. Se traducen como "Todo está en las manos de Dios".

## En la cultura popular

### Cine
- El documental Bikini – mon amour de Oliver Herbrich muestra los efectos de la radiación de bajo nivel a largo plazo en la población.[7]
- El documental italiano mondo de 1962 Mondo Cane muestra los efectos de la radiación de bajo nivel a largo plazo en la vida silvestre.
- Las pruebas nucleares en Bikini, junto con los Bombardeos de Hiroshima y Nagasaki, inspiraron la película japonesa de 1954 Godzilla.

### Programas de televisión
La serie animada de Nickelodeon Bob Esponja tiene lugar principalmente en Bikini Bottom, que supuestamente está situado debajo del atolón lleva el nombre de Bikini Atolón.

Durante una entrevista con Tom Kenny, el actor de doblaje de Bob Esponja, le preguntaron sobre la teoría popular de que Bob Esponja es el resultado de pruebas nucleares. A esto él dijo: 
″Bueno, Fondo de Bikini lleva el nombre del atolón Bikini, ya sabes, donde se realizaron pruebas nucleares hace décadas. Entonces... no, ese. No creo que Bob Esponja y sus amigos sean mutaciones.″

## Galería de imágenes

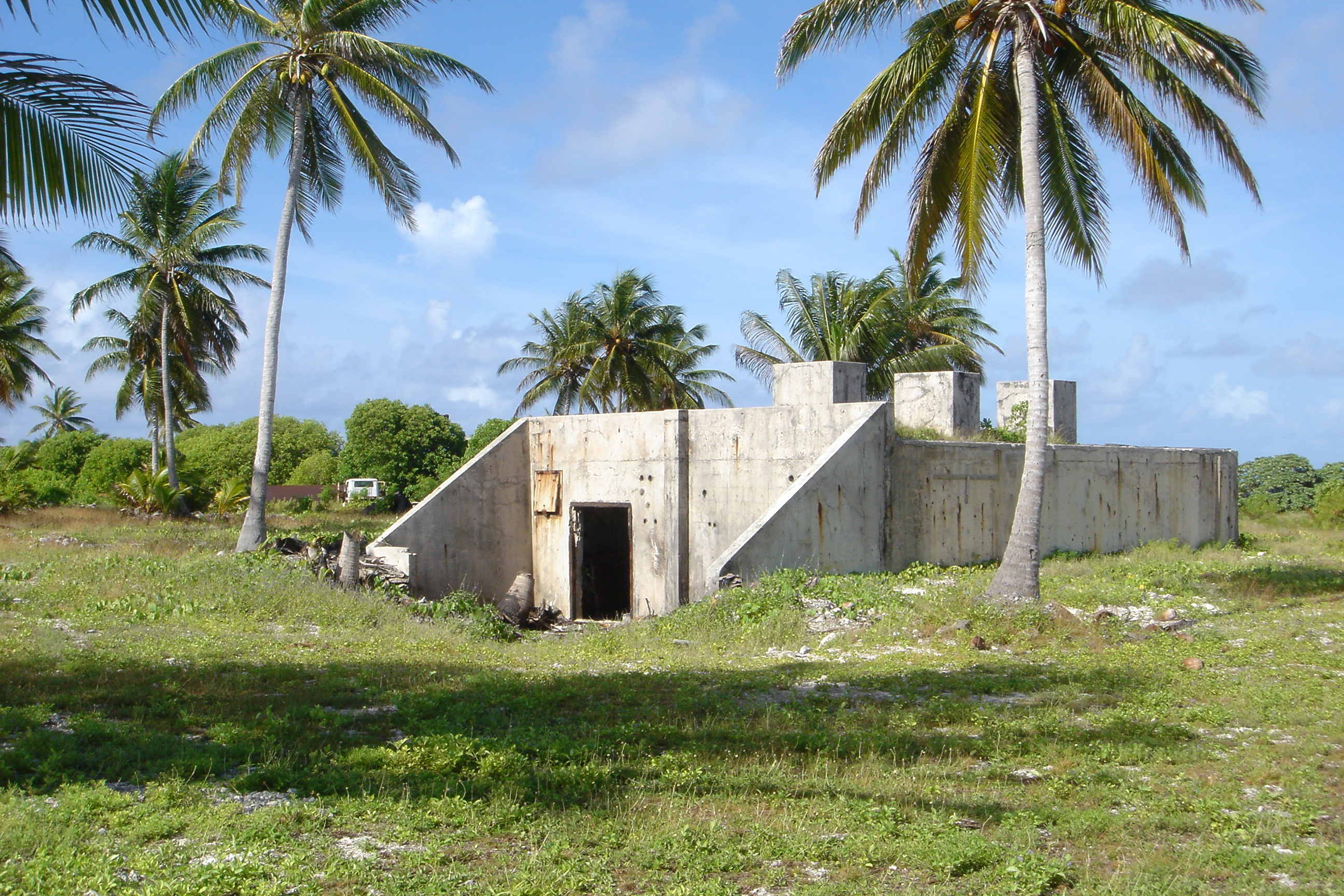
Búnker estadounidense localizado en la isla.
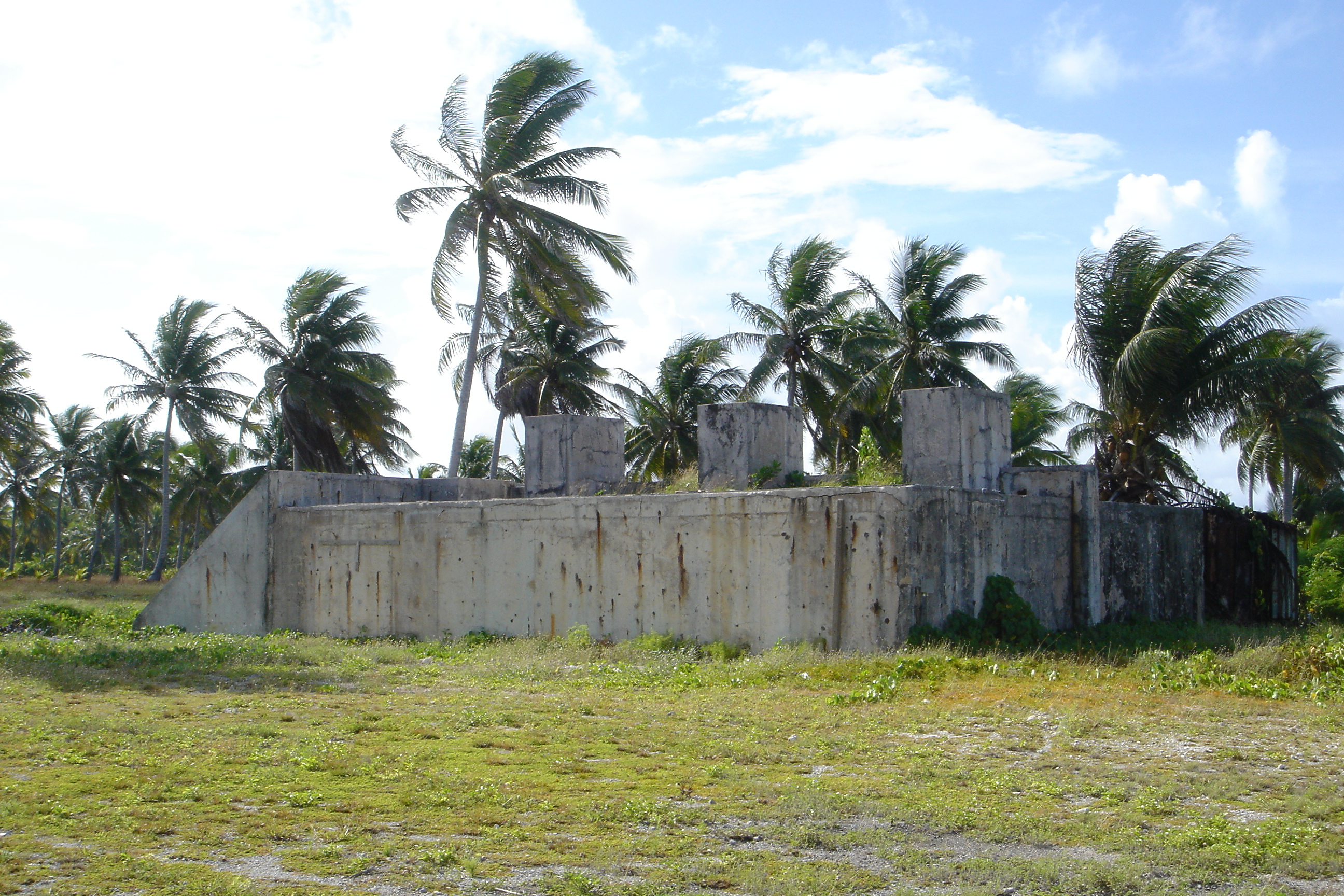
Parte trasera del búnker.
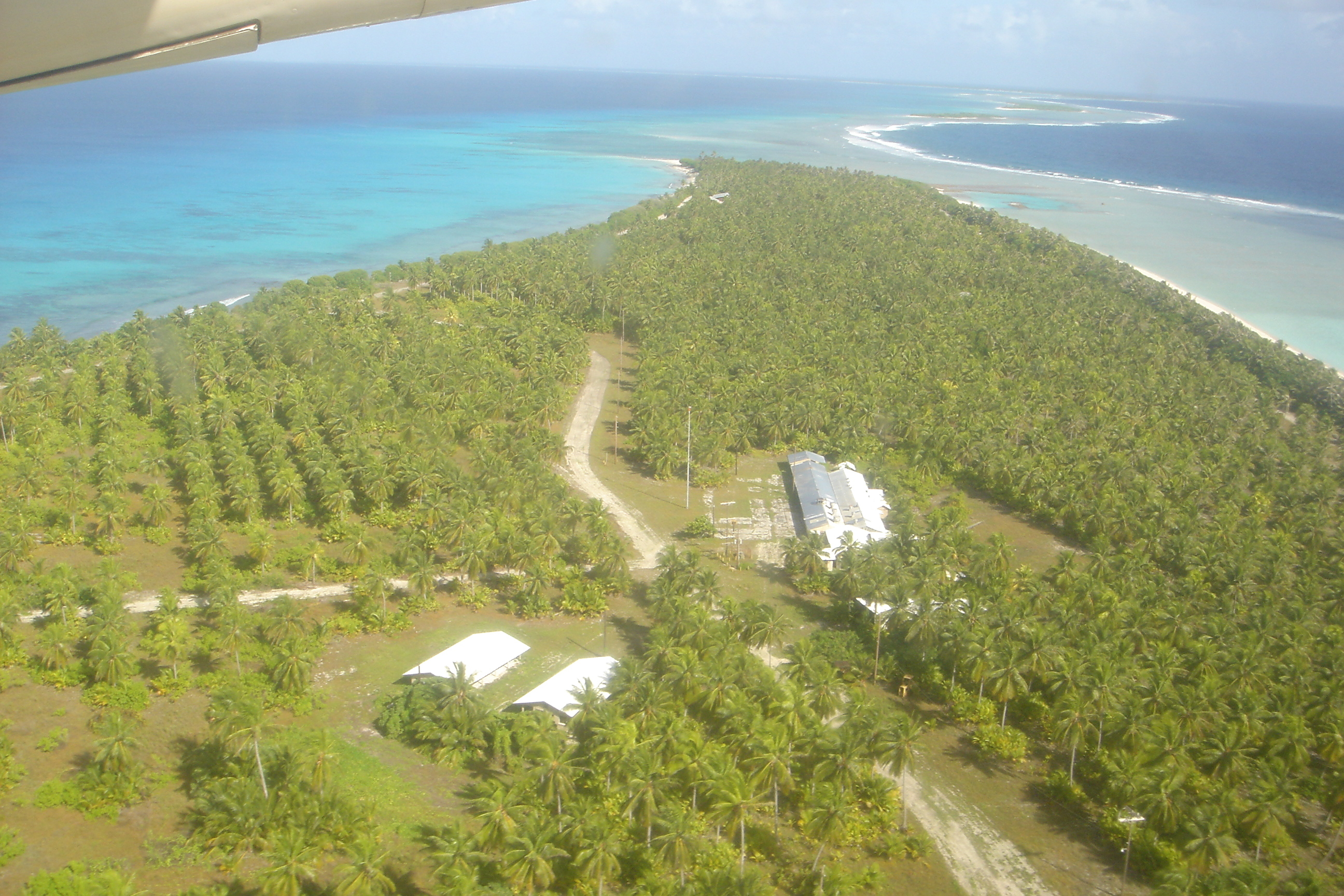
Isla vista desde el aire.
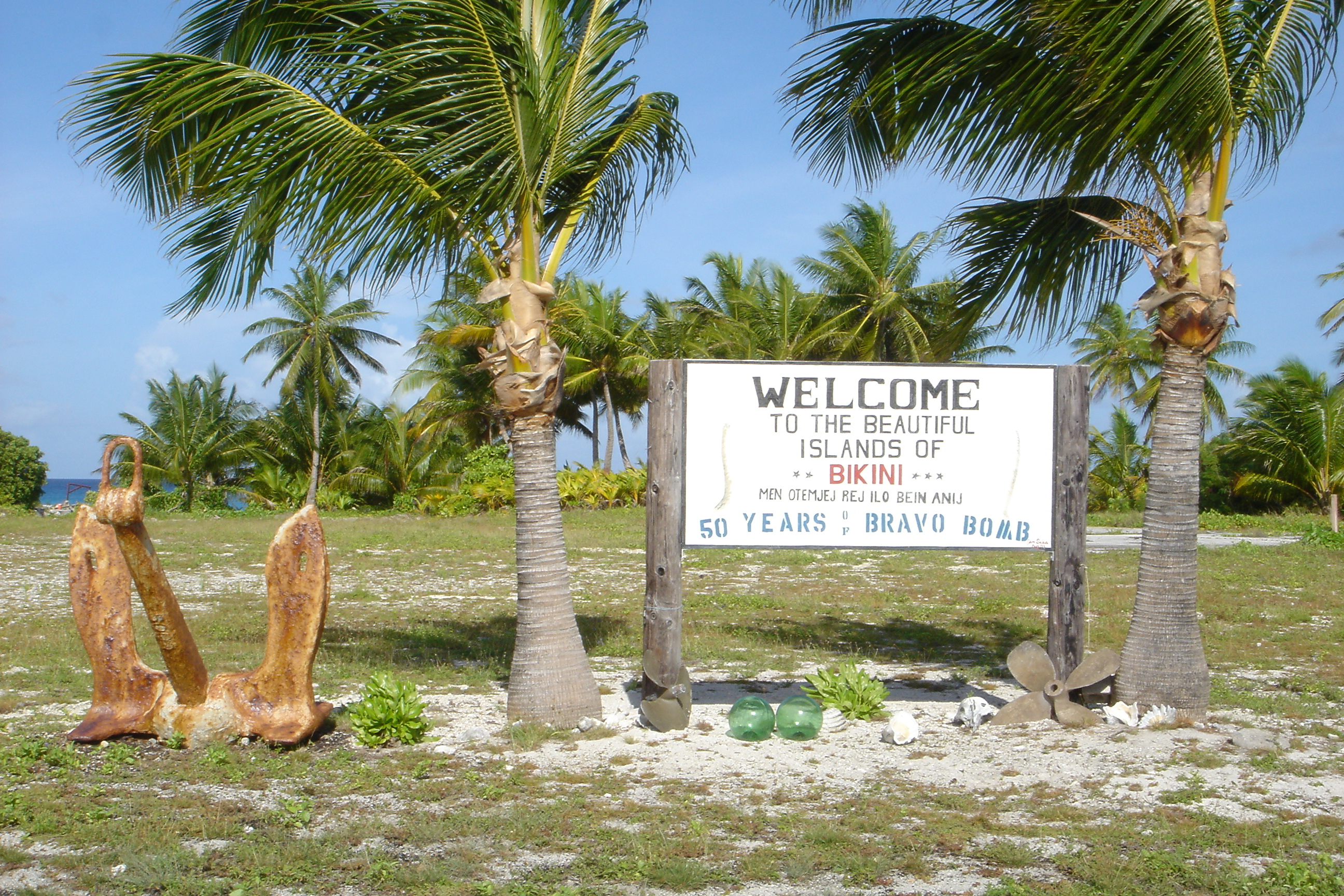
Cartel de entrada a la isla.
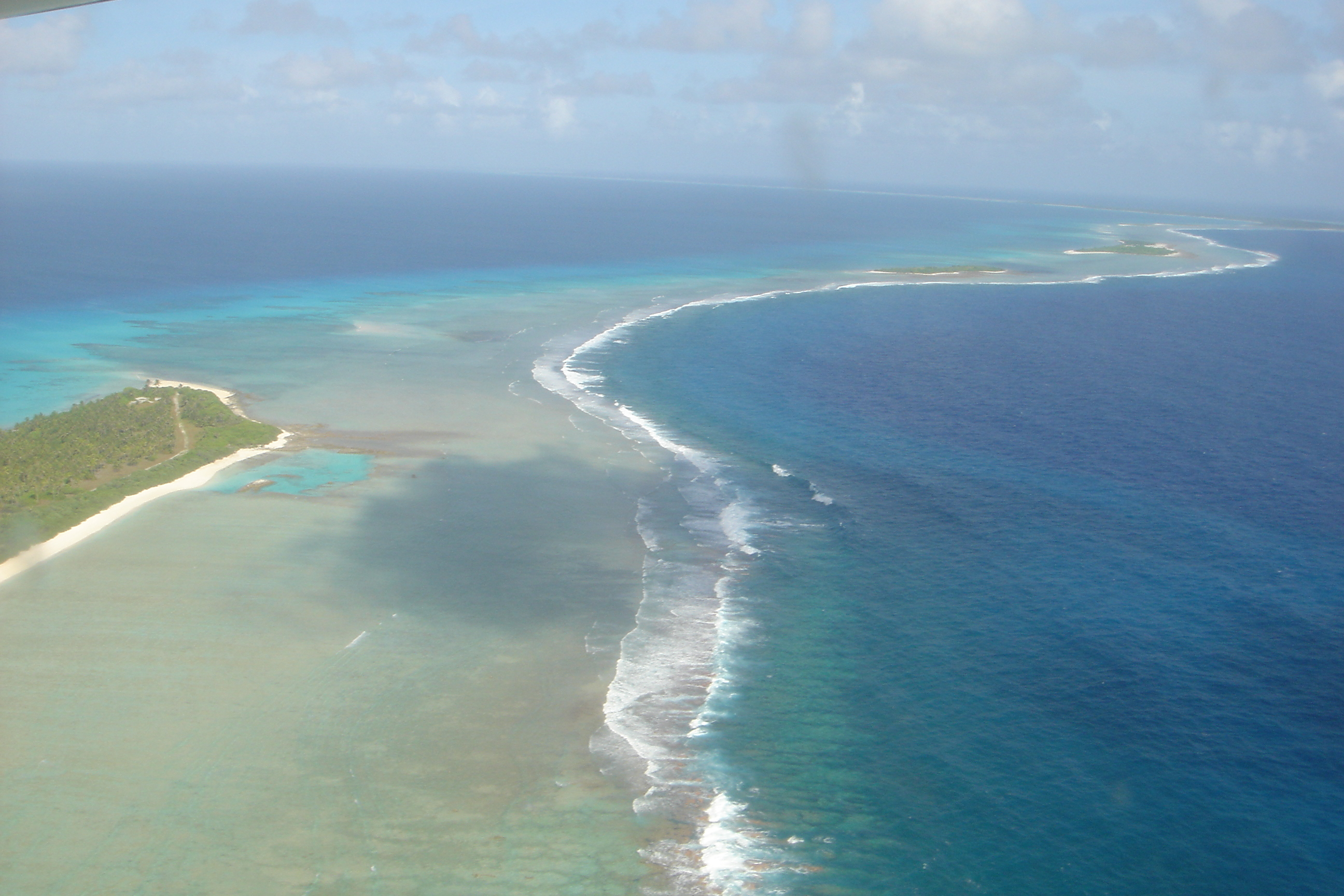
Vista aérea de la costa.